# Steinbeere
Die Steinbeere (Rubus saxatilis) ist eine Pflanzenart aus der Gattung Rubus innerhalb der Familie Rosengewächse (Rosaceae). Sie ist in den kühlen bis gemäßigten Gebieten der Nordhalbkugel verbreitet. Die Früchte werden in der klassischen russischen Küche unter anderem im Tortengelee verwendet. Ebenso bezeichnet man regional die Preiselbeere als Steinbeere.

## Beschreibung

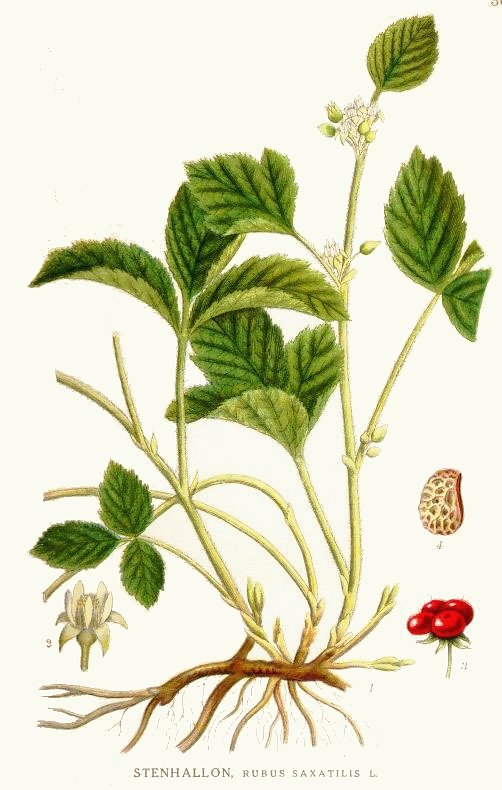
Illustration aus Axel Magnus Lindman: Bilder ur Nordens Flora, Stockholm, 1917–1926

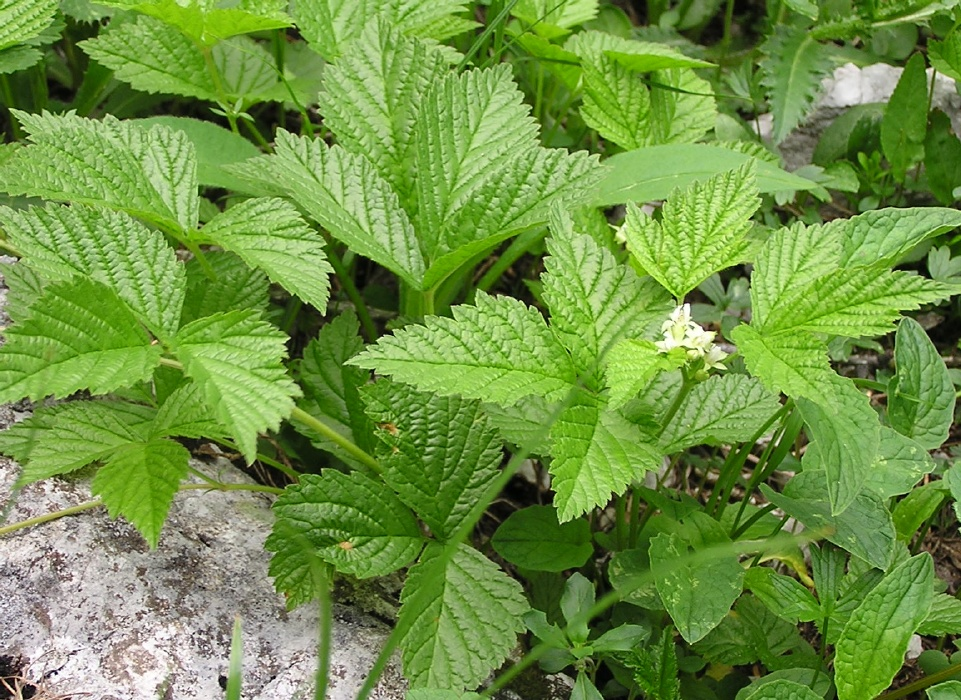
Habitus, dreiteilig gefiederte Laubblätter und Blütenstand

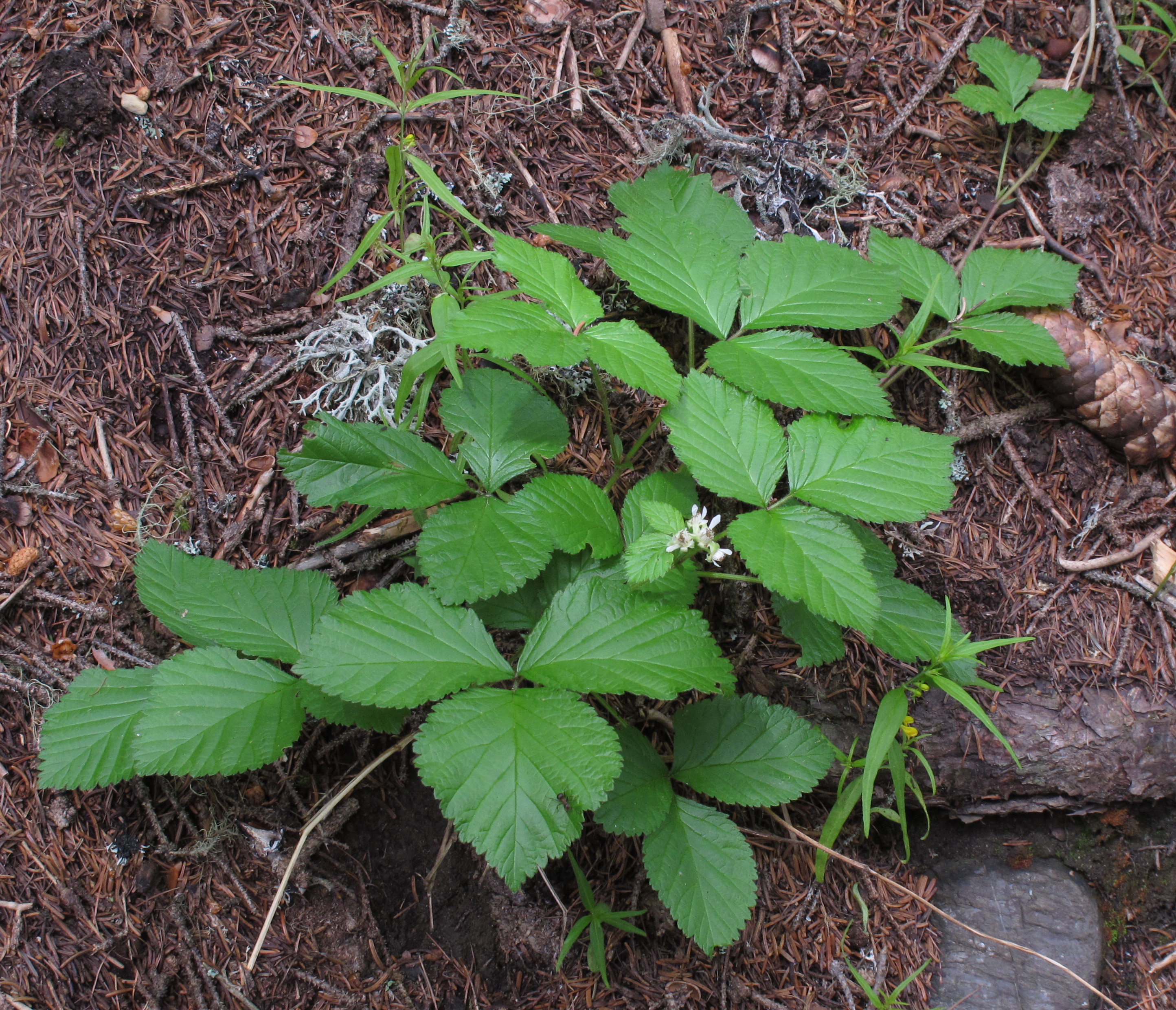
Habitus mit kriechendem Spross

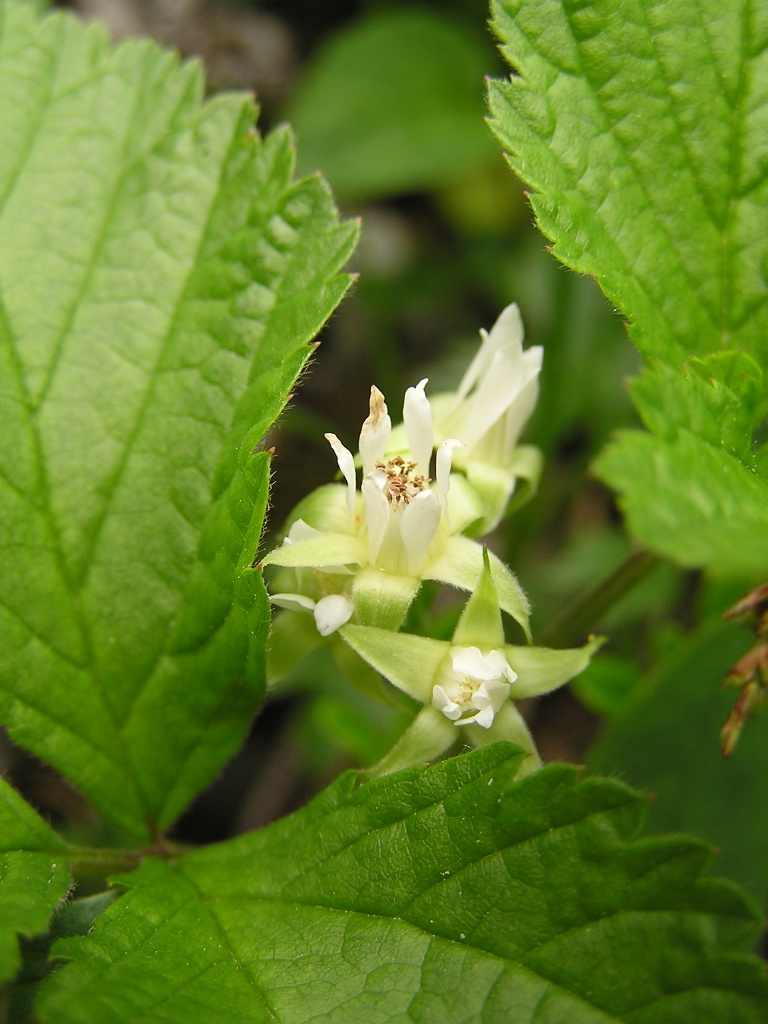
Blütenstand mit wenigen Blüten – gut zu erkennen die ausgebreiteten, grünlichen Kelchblätter und die aufrechten, weißen Kronblätter

### Erscheinungsbild und Blatt
Bei der Steinbeere handelt es sich um eine sommergrüne, ausdauernde krautige Pflanze, bei der die oberirdischen Teile ein- oder auch zweijährig sind, spätestens dann aber absterben. Die Pflanze erneuert sich aber ständig aus den unterirdischen Organen. Die kriechenden Sprossachsen können Längen von bis zu 2 Meter erreichen und wurzeln. Die stielrunden, schlanken Sprossachsen sind grünlich-braun. Die sterilen, kriechenden Sprossachsen besitzen winzige, nadelähnliche, weiche und nicht stechende Stacheln, sind spärlich flaumig behaart und besitzen manchmal gestielte Drüsen. An diesen kriechenden Sprossachsen stehen aufrechte, bis 30 Zentimeter hohe fertile Sprossachsen.
Die wechselständig angeordneten Laubblätter sind in Blattstiel und Blattspreite gegliedert. Der 2 bis 3,5 Zentimeter lange Blattstiel ist weich behaart und besitzt winzige, nadelähnliche Stacheln. Die kaum behaarte Blattspreite ist meist zusammengesetzt mit drei Fiederblättern, selten ist sie einfach und geteilt. Die seitlichen Fiederblätter sind fast sitzend und die Endfieder ist nur 1 bis 2 Zentimeter lang gestielt. Die eiförmig-rhombischen oder länglich-rhombischen Fiederblätter sind am Rand grob doppelt gesägt. Die Endfieder ist mit einer Länge von 5 bis 7 Zentimeter etwas länger als die seitlichen Fiederblätter. Die flaumig behaarten, glattrandigen Nebenblätter sind nicht verwachsen, an den aufrechten, fertilen Sprossachsen sind bei einer Länge von 5 bis 8 Millimeter und einer Breite von 3 bis 5 Millimeter eiförmig bis elliptisch und an den kriechenden Sprossachsen schmaler lanzettlich oder linealisch-länglich.

### Blütenstand und Blüte
Die Blütenstandsschäfte können unterschiedlich lang sein, die kürzeren etwa 5 Millimeter und die längeren bis zu 3 Zentimeter lang. Zwei bis acht Blüten stehen bündelig oder in einem doldenrispigen Blütenstand zusammen. Die flaumig behaarten Tragblätter sind eiförmig oder elliptisch, selten linealisch-länglich mit glattem Rand. Der 6 bis 10 Millimeter lange Blütenstiel ist flaumig behaart und besitzt winzige, nadelähnliche Stacheln sowie oft gestielte Drüsen.
Die zwittrigen Blüten sind radiärsymmetrisch und fünfzählig mit doppelter Blütenhülle. Die Blütenkrone besitzt meist einen Durchmesser von weniger als 1 Zentimeter. Die fünf Kelchblätter sind bei einer Länge von 5 bis 7 Millimeter und einer Breite von 1,5 bis 2,5 Millimeter eiförmig-lanzettlich mit zugespitztem oberem Ende. Die Kronblätter sind kaum länger als die Kelchblätter. Die fünf aufrechten, kahlen, weißen Kronblätter sind bei einer Länge von 6 bis 9 Millimeter und einer Breite von 3 bis 5 Millimeter spatelförmig oder länglich und genagelt. Die vielen Staubblätter sind viel kürzer als die Kronblätter. Die Staubfäden sind aufrecht und nach innen gebogen. Es sind fünf bis sechs Fruchtblätter, die etwa so lang sind wie die Staubblätter, vorhanden.

### Frucht
Nicht alle Fruchtblätter reifen zu Früchtchen heran, meist nur ein bis drei. Die Sammelsteinfrucht besteht folglich auch nur aus sehr wenigen Steinfrüchten, oft nur aus einer einzigen. Die Steinfrüchte sind in der Sammelfrucht nur sehr lose verbunden und trennen sich leicht. Die kahle Sammelfrucht ist bei einem Durchmesser von 1 bis 1,5 Zentimeter kugelig. Sie sind bei Reife leuchtend rot und klar bis glasig. Die Steinfrucht ist länglich.

### Chromosomenzahl
Die Chromosomenzahl beträgt 2n = 28.

## Ökologie und Phänologie
Bei der Steinbeere handelt es sich um einen mesomorphen oder skleromorphen Hemikryptophyten, gelegentlich auch als Pseudophanerophyt, also einen Scheinstrauch bezeichnet. Die vegetative Vermehrung erfolgt durch kriechende Sprossachsen.
Die Blüten sind unscheinbar und vorweiblich, ihre schmalen, weißen Kronblätter neigen sich über dem Blütenboden zusammen, der den Nektar absondert. Es erfolgt Insektenbestäubung. Bestäuber sind Bienen und Wespen, die zwischen den Kronblättern zum Nektar gelangen; später erfolgt Selbstbestäubung. Die Blütezeit erstreckt sich in Mitteleuropa von Mai bis Juli, in China von Juni bis Juli.
Die Früchte schmecken nach Johannisbeeren. Fruchtreife ist in Mitteleuropa ab Juni, in China zwischen Juli und August. Die Ausbreitung der Diasporen, es sind die Früchte, erfolgt durch Verdauungsausbreitung.

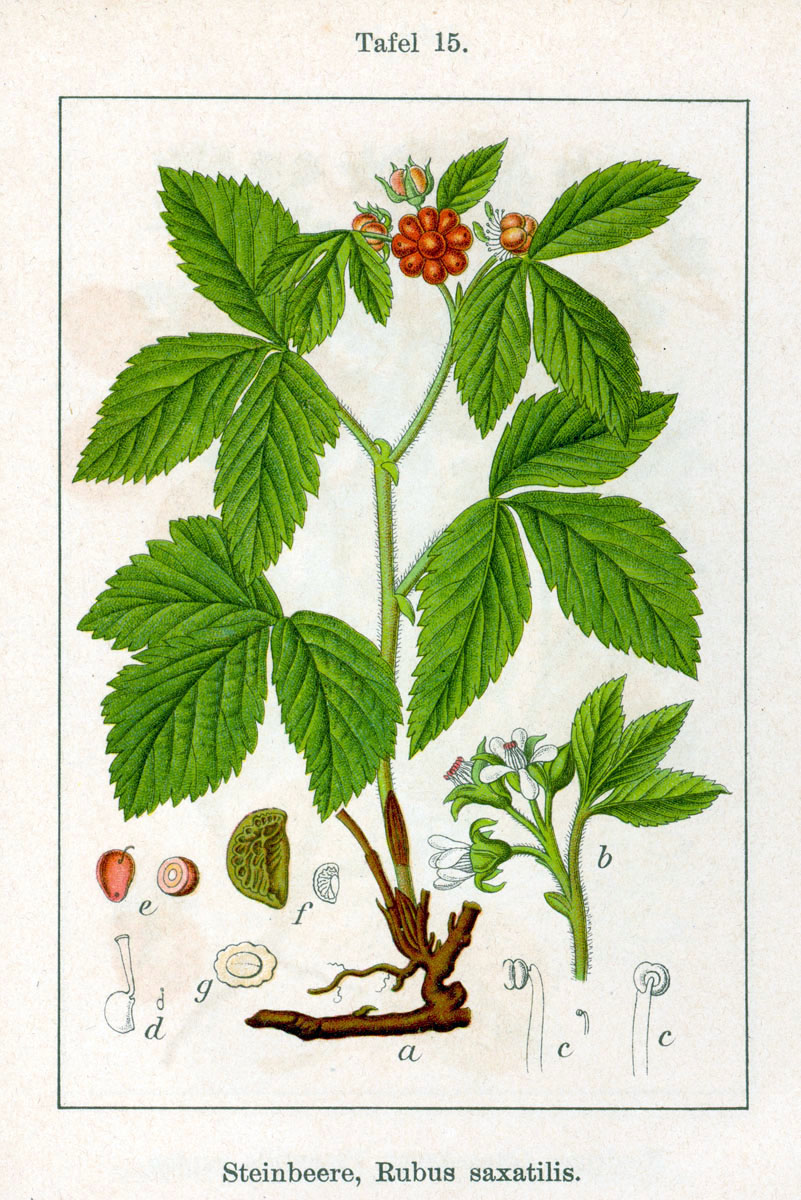
Illustration aus Sturm: Deutschlands Flora in Abbildungen, 1796

## Vorkommen
Das weite Verbreitungsgebiet der Steinbeere reicht von Europa bis Russland und von der Mongolei bis China; es gibt auch Vorkommen in Nordamerika. Die Steinbeere kommt in den kühlen bis gemäßigten Regionen Eurasiens vor – im Westen bis Süd-Grönland, in Europa von Island über Skandinavien bis in die Bergregionen des Mittelmeergebietes, und nach Osten über Sibirien bis Nord-Japan.
Sie gedeiht am besten auf steinigen, kalkhaltigen Böden in Gebüschen und in lichten Wäldern.
Die Steinbeere besiedelt in Mitteleuropa Laubwälder und lichte Nadelwälder, sie geht aber auch in alpine Gebüsche und in den Alpen in Schluchtwälder, dort wo sie in Wiesen auftritt, gilt sie als Waldrelikt. Sie steigt in den Alpen bis in Höhenlagen von über 2200 Metern auf wie beispielsweise in den Allgäuer Alpen am Laufbacher Eck bei 2170 m. Im Kanton Wallis erreicht sie sogar 2350 Meter, in Graubünden 2499 Meter Meereshöhe. Sie kommt in Mitteleuropa vor in Gesellschaften der Ordnung Piceetalia, der Verbände Tilio-Acerion, Calamagrostion, Cytiso-Pinion, Erico-Pinion und der Unterverbände Cephalanthero-Fagenion und Galio-Abietenion.
In Deutschland ist sie in Schleswig-Holstein selten; im übrigen mitteleuropäischen Tiefland sehr selten, sehr selten ist sie auch in den Mittelgebirgen nördlich des Mains. In Gegenden mit kalkarmen Böden fehlt sie oder sie tritt dort nur vereinzelt auf. Sonst tritt sie in Mitteleuropa zerstreut auf und sie bildet örtlich lockere, aber individuenreiche Bestände.
Die ökologischen Zeigerwerte nach Landolt & al. 2010 sind in der Schweiz: Feuchtezahl F = 3w (mäßig feucht aber mäßig wechselnd), Lichtzahl L = 2 (schattig), Reaktionszahl R = 4 (neutral bis basisch), Temperaturzahl T = 3 (montan), Nährstoffzahl N = 2 (nährstoffarm), Kontinentalitätszahl K = 3 (subozeanisch bis subkontinental).